# Ingrid Haebler
Ingrid Haebler (Wenen, 20 juni 1929 – 14 mei 2023) was een Oostenrijkse pianiste.

## Persoonlijk
Ingrid Haebler was van adellijke afkomst: haar ouders waren Freiherr Armin von Haebler en Freifrau Charlotte (Sissy) von Haebler, geboren Von Schüch. Haar vader had leidende functies in de glasindustrie. Haar broer Hilmar was drie jaar ouder. Ze werd geboren in Wenen, maar toen ze drie maanden oud was verhuisde ze met haar ouders naar Polen. Ze was tien jaar toen het gezin terugverhuisde naar Oostenrijk.
Ingrid Haebler overleed op 93-jarige leeftijd.

## Muzikale loopbaan
Op zesjarige leeftijd kreeg zij de eerste pianolessen van haar moeder. Kort daarna volgden haar eerste componeerpogingen. Bij de familie kwamen beroemde musici regelmatig over de vloer, onder wie Claudio Arrau, Robert Casadesus en Bronislaw Huberman, die haar talent herkenden. Aan het begin van de Tweede Wereldoorlog verhuisde ze met haar familie van Polen naar Salzburg, waar ze als elfjarige debuteerde op het concertpodium met een stuk van Mozart en een eigen compositie. 
Haebler studeerde in Salzburg aan het Mozarteum, in Wenen bij Paul Weingarten, in Genève bij Nikita Magaloff en in Parijs bij Marguerite Long. Ze kreeg tweemaal (in 1951 en 1952) de tweede prijs op het internationale pianoconcours van Genève. In 1954 won ze de eerste prijs bij een televisieconcours georganiseerd door de ARD, en in 1957 ontving ze de Beethoven-medaille van de Harriet Cohen Stichting. In 1970 werd haar de Mozart-medaille van de Mozartgemeinde Wien toegekend en in 1986 de eremedaille van de stad Wenen.
Vanaf de jaren vijftig maakte ze diverse wereldtournees en vanaf 1954 trad ze jaarlijks op bij de Salzburger Festspiele. Hoewel haar repertoire reikte van Bach tot Stravinsky, lag het zwaartepunt in haar werk als uitvoerend kunstenaar bij de solopianomuziek van de Eerste Weense School en de kamermuziek. Haar vertolkingen van diverse werken van Mozart, de componist die het meest haar voorkeur had, worden door de muziekkritiek beschouwd als "meesterwerken van interpretatie en klankkleur, waarbij haar artistieke benadering van deze componist gestoeld was op een natuurlijk overkomende uitvoering met een technisch zuivere beheersing en een warme gevoelsrijke interpretatie". Een Duitse recensent schreef over "ein singendes Allegro". Anderen vonden haar spel meer "lieflijk" en schools dan karaktervol en expressief.
Ze maakte van alle pianoconcerten van Mozart minstens twee opnamen met diverse dirigenten en orkesten, vaak met door haarzelf geschreven cadensen. In samenwerking met de Oostenrijkse dirigent Eduard Melkus bespeelde ze daarbij ook de fortepiano, maar doorgaans gebruikte ze een moderne concertvleugel. Voor het platenlabel Denon speelde ze een veelgeprezen complete reeks van Mozarts pianosonates. Ze registreerde de vioolsonates van Mozart en Beethoven met zowel Arthur Grumiaux als Henryk Szeryng. Ook nam ze de complete pianosonates van Schubert op, evenals werken van J.C. Bach, C.P.E. Bach, Haydn, Schumann en Chopin. De Variations symphoniques van Franck werden vastgelegd met het Concertgebouworkest onder Eliahu Inbal. In 2022 bracht Decca een box uit van 58 cd's met al haar opnamen voor dat label sinds 1953.
Ook als pianopedagoog was Haebler zeer actief. Ze gaf vanaf 1969 les aan het Mozarteum in Salzburg, vanaf 2000 met de titel 'Professorin'. Daarnaast gaf ze tot op hoge leeftijd masterclasses.